# 羅斯冰架

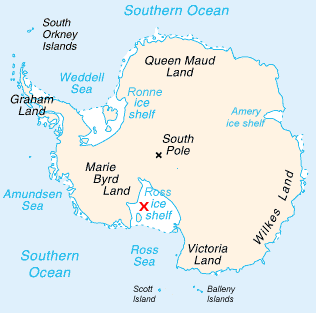
羅斯冰架

羅斯冰架（英語：Ross Ice Shelf）是南極洲最大的冰架（截至2013年，面積約為500,809平方公里（193,363 平方英里），寬約800公里（500 英里）：大約相當於法國的面積。它有數百米厚。通往公海的幾乎垂直的冰鋒長600多公里（370英里），高出水面15至50米（50至160英尺）。然而，百分之九十的浮冰都在水面以下。
羅斯冰架的大部分位於新西蘭聲稱擁有的羅斯屬地。它漂浮在並覆蓋羅斯海南部的大部分地區以及位於羅斯海西部的整個羅斯福島。

## 勘探
冰架羅斯探險由隊指揮官詹姆斯·克拉克·羅斯的名字命名，他於1841年1月28日發現了它。它最初被稱為“屏障”，有各種形容詞，包括“大冰屏障”，因為它阻止了向南航行。羅斯將冰鋒向東繪製到西經160度。1947年，美國地名委員會將“羅斯大陸架冰”這個名稱應用到這一特徵上，並在原始的美國南極地名錄中發表。1953年1月，更名為“羅斯冰架”；這個名字發表於1956年。
1841年1月5日，英國海軍部的羅斯探險隊在厄裡伯斯號和恐怖號的三桅船，船體經過特殊加固，正在穿越南極洲附近的太平洋浮冰，試圖確定南磁極的位置.四天后，他們找到了進入開闊水域的路，並希望他們能有一條通向目的地的清晰通道。但是在1月11日，這些人面臨著巨大的冰塊。
羅斯爵士評論道：“好吧，沒有比穿過多佛的懸崖更多的航行機會了”。羅斯於1831年發現了北磁極，他在接下來的兩年裡徒勞地尋找通往南極的海上通道；後來，他的名字被賦予了冰架和周圍的海洋。該地區的兩座火山以羅斯的船隻命名。
對於後來尋求到達南極的南極探險家來說，羅斯冰架成為了一個起點。1901年至1904年，發現探險隊對該地區進行了首次探索，羅伯特·斯科特在其探險隊位於羅斯島的基地對大陸架及其周圍環境進行了重要研究。通過測量崩解的冰山及其浮力，他估計冰蓋的平均厚度為274米；冰蓋未受干擾的形態及其倒置的溫度剖面使他得出結論，它漂浮在水面上，1902年至1903年的測量表明，它在13.5個月內向北前進了555米。研究結果發表在題為“南極大學！”的講座中。發表於1911年6月7日，並發表在斯科特第二次遠征（1910-1913 年特拉諾瓦遠征）的記錄中。
1908年，欧内斯特·沙克尔顿的尼姆羅德考察隊南部隊伍（Shackleton、Adams、Marshal、Wild）是第一批穿越冰架的人類，他們試圖到達南極失敗。1911年，羅爾德·阿蒙森和斯科特都越過架子到達了極地。阿蒙森寫道：“屏障沿著其外邊緣呈現出平坦平坦的表面；但在這裡，在海灣內部，情況完全不同。即使是從在弗拉姆，我們能夠觀察到表面在各個方向上的巨大擾動；巨大的山脊四面都有空洞。最大的海拔位於南部，呈高聳的拱形山脊，我們認為它是大約500英尺 [150 m] 高在地平線上。但可以假設該山脊繼續上升超出視野範圍”。
第二天，該隊伍在屏障上邁出了第一步。 “經過半個小時的前行，我們已經到了第一個重點——海冰和屏障之間的聯繫。這種聯繫一直縈繞在我們的腦海中。它會是什麼樣子？一個高高的垂直冰面，向上我們應該在鏟球的幫助下費力地拖拉我們的東西？還是一個巨大而危險的裂縫，我們不應該走很遠就無法跨越？我們自然期待這樣的事情。這個強大而可怕的怪物當然，會以某種形式提供抵抗，”他寫道。“神秘的屏障！所有的記載，從羅斯的時代到現在，無一例外地都帶著憂慮的敬畏談到了這個非凡的自然形成。就好像人們總能在字裡行間讀到同一句話：『噓，安靜！神秘的屏障！』一、二、三，稍微一跳，結界就被突破了！”

## 構圖和運動
冰架是由冰川不斷形成的厚冰板，漂浮在海洋之上。架子充當冰川的“剎車”。這些冰架還有另一個重要用途——“它們可以緩和冰川表面發生的融化量。一旦冰架被移除，冰川會因融水滲透和/或製動力降低而加速，它們可能開始向海洋傾倒的冰比它們在集水區積雪時更多。在前幾年冰架解體的半島地區已經觀察到冰川冰速增加。”
羅斯冰架是眾多此類架子之一。它從北部進入南極洲，佔地面積約520,000平方公里（200,000平方英里），幾乎相當於法國的面積。冰塊寬約800公里（500英里），長約970公里（600英里）。在某些地方，即其南部地區，冰架的厚度幾乎可以達到750 m（2,450 英尺）。羅斯冰架每天以1.5 到 3 m（5到10英尺）的速度伸入海中。其他冰川逐漸增加了它的體積。同時，冰團下方海水的凍結使冰的厚度從40厘米增加到50厘米（16到20英寸）。有時，裂縫和裂縫可能會導致架子的一部分折斷；已知的最大面積約為31,000平方公里（12,000平方英里），比比利時略大。冰山 B-15 是世界上有記錄以來最大的冰山，於2000年3月從羅斯冰架崩解。
長期以來，科學家們一直對架子及其組成很感興趣。許多研究南極的科學團隊在羅斯冰架上或附近建立了營地。這包括麥克默多站。一項重大努力是在1957年和1958年進行的一系列研究，這些研究在1960-61賽季繼續進行。這些努力涉及一個國際科學家團隊。一些聚會探索了冰川，而另一些則探索了冰架上的山谷。
從1967年到1972年，斯科特極地研究所報告了使用無線電回波探測進行的大量觀測。該技術允許從空中進行測量；允許覆蓋35,000公里的縱橫交錯的軌道；與之前在地面上進行地震探測的3,000公里軌跡相比。更詳細的調查是在1973年至1978年之間進行的。
一項名為羅斯冰架項目的重大科學努力啟動，計劃在冰架上鑽孔，以對該地區的生物量進行採樣，並對冰架及其與海底的關係進行其他確定。該項目包括地表冰川觀測和鑽探，冰川部分在鑽探的規劃階段就開始了。該項目的鑽探部分原定於1974年開始，但實際鑽探被推遲到1976年。最終，在1977年，科學家們能夠成功鑽穿冰層，打出一個可以每隔幾天採樣一次的孔，持續三個週。該團隊能夠繪製海底地圖，研究潮汐，並評估水域中的魚類和其他各種生命形式。該團隊還檢查了海洋和地質條件以及冰的溫度。他們估計架子的底部是-2.16攝氏度（27.3華氏度）。他們還對溫度的波動進行了其他計算。
這些不同項目的結果發表在1979年2月2日的《科學》雜誌上的一系列報告中。在1980年代，安裝了一個氣象站網絡來記錄大陸架和整個大陸偏遠地區的溫度。
科羅拉多大學國家冰雪數據中心一直在研究冰架，並於2002年宣布，根據包括 Larsen B 在內的幾次冰架破裂，已開始重新評估其穩定性。他們的科學家表示，該大陸架最溫暖部分的溫度“目前僅在夏季涼爽幾度，無法進行同樣的退縮過程。羅斯冰架是幾條主要冰川排出南極西部冰層的主要出口片，其中包含相當於海平面上升 5 m 的海平面以上冰。”報告補充說，羅斯冰架上“冰山崩塌”的觀察結果在他們看來與其穩定性無關。
科學探索不斷發現有趣的信息，分析導致一些有趣的理論被提出和公佈 2006年根據地質調查得出的一個這樣的觀點表明，冰架以前曾坍塌，也許是突然坍塌，很可能再次發生。
新西蘭2017年羅斯冰架熱水訓練營的主要演練場地。
2017年底，來自新西蘭的一個科學團隊在陸架中心安裝了一個營地。這次探險由冰川學家 Christina Hulbe 率領，匯集了海洋學家、冰川學家、生物學家和沈積學家，對中部陸架區域的冰、海洋和沈積物進行了研究.主要發現之一是該地區的冰正在重新凍結。冰架的這種重新凍結和增長並不少見，但羅斯冰架的情況似乎變化很大，因為沒有長期凍結的證據。最近的一項研究將這種變化部分歸因於潮汐混合。
2019年的第二次新西蘭探險隊前往 Kamb Ice Stream 的接地線區域。該地點的熱水鑽孔穿透了500多米的冰雪，到達了該地點僅30米深的海穴。除了對海洋和沈積物進行採樣外，它還是佐治亞理工學院開發的遠程操作水下航行器 Icefin 在羅斯冰架下的首次部署，該航行器的設計參數適用於探索木衛二等地的液腔。

## 冰架的發現
1841年，英國海軍探險隊乘坐兩艘三桅木船，穿過通南極洲的太平洋看冰區，企圖確定地球南磁極的位置，4天後，他們駛出浮冰區，以為前邊暢通無阻，不料，他們遇見一堵巨大的冰壁，擋著了去路，探險隊長羅斯爵士驚呼道：“要穿過這道冰壁犹如穿越多佛懸崖，絕無可能”這座冰架後來就以他的姓氏命名。